# エンパイア航空8284便着陸失敗事故
エンパイア航空8284便着陸失敗事故は、2009年1月27日に発生した航空事故である。
フォートワース・アライアンス空港からラボック・プレストン・スミス国際空港へ向かっていたエンパイア航空8284便（ATR 42-320）が着陸進入中に失速し滑走路手前に墜落した。乗員2人は軽傷で済んだが、機体は全損扱いとなった。

## 飛行の詳細

### 事故機

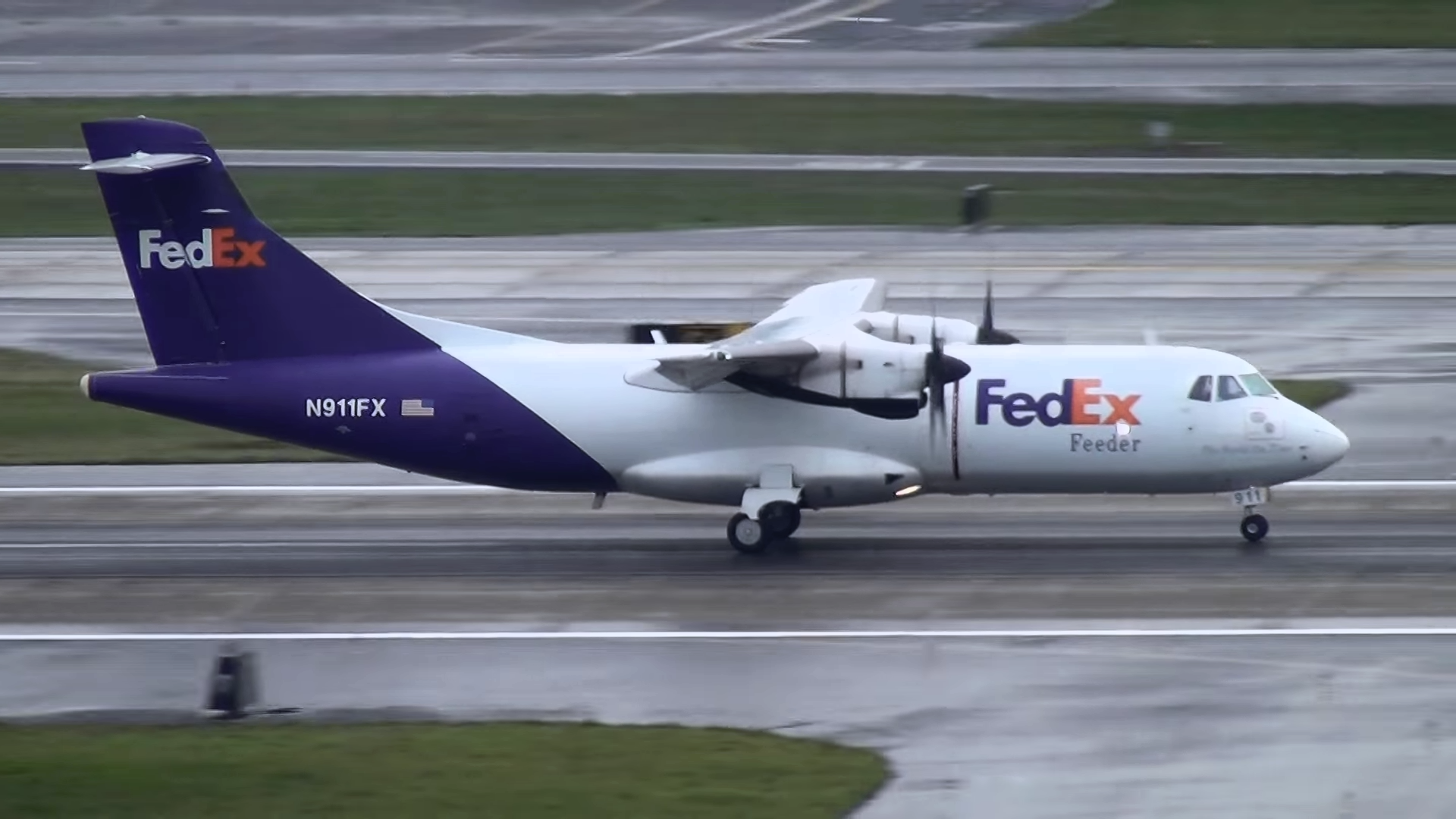
同型機のATR 42-320

事故機のATR 42-320（N902FX）は1990年に製造された機体で:8、総飛行時間は28,768時間であった。その後、バー・ハーバー航空やコンチネンタル・エクスプレス、エクスプレスジェットなどで運用され、2003年にエンパイア航空の機材になった。

### 乗員
機長は52歳の男性であった。総飛行時間は13,935時間で、うち12,742時間が機長としての乗務だった。また、ATR 42では2,052時間の飛行経験があり、うち1,896時間が機長としての乗務だった:6。
副操縦士は26歳の女性であった。総飛行時間は2,109時間で、ATR 42では130時間の経験があった:6。

## 事故の経緯
CST3時21分、8284便はフォートワース・アライアンス空港を離陸した。ラボック・プレストン・スミス国際空港への着陸進入は4時30分ごろに開始された。事故当時、ラボック国際空港付近の天候は悪く、霧氷が発生していた。
着陸進入中に機長がフラップが作動しないことに気付いた。この時点で8284便は滑走路17Rから1,400フィート (430 m)を飛行していた。チェックリストでは、進入中にフラップが故障した場合には着陸復航を行うよう記されていた。しかし機長はこれに従う代わりに副操縦士に進入を継続させ、自身はトラブルシューティングを行った。さらに、機長も副操縦士も対気速度の低下に気づかず、失速警報が作動した。また、対地接近警報装置（GPWS）も作動したが、パイロットは毎分2,000フィート (610 m)の降下率で進入を続けた。17秒後、機長はエンジンの出力を最大まで上げたが機体は失速し、滑走路端付近に墜落した。機体は3,300フィート (1,000 m)ほど滑走して停止し、火災が発生した。
空港関係者は気象条件は事故の原因ではないと述べた。

## 事故調査

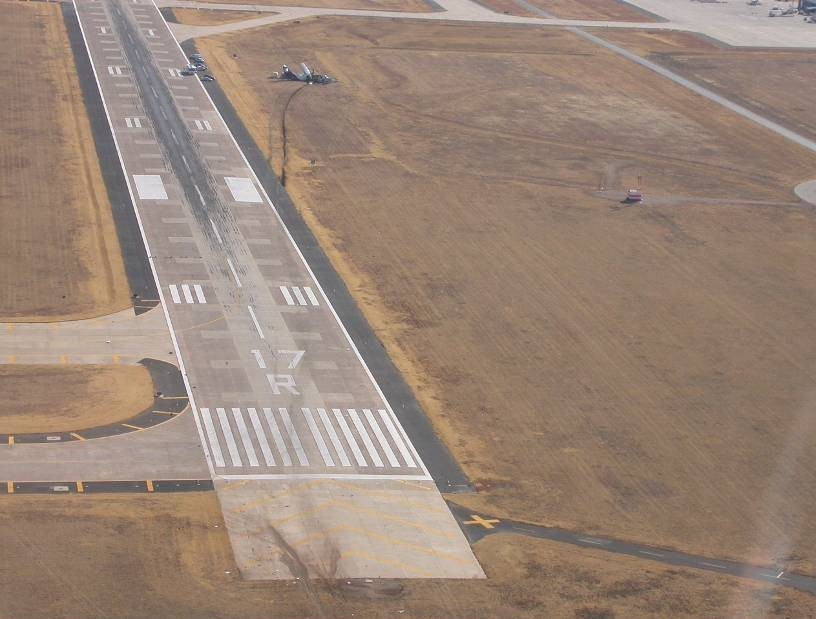
上空から見た事故現場

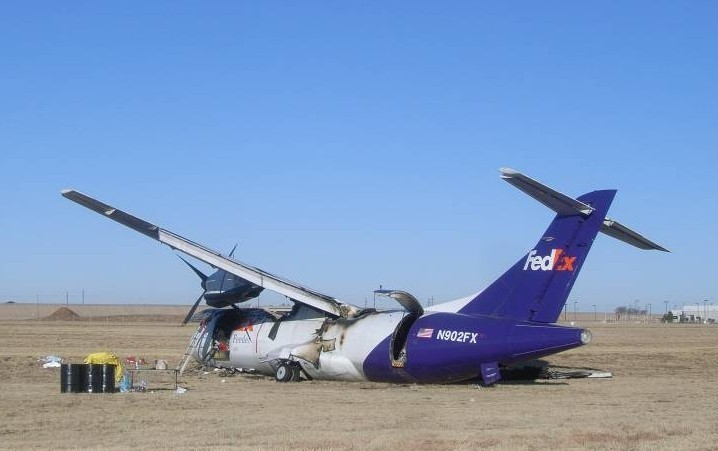
事故機の残骸

国家運輸安全委員会（NTSB）が事故調査を行った。フライトデータレコーダー（FDR）とコックピットボイスレコーダー（CVR）の記録によれば、パイロットたちはフラップの展開に失敗した後、着陸復航を行わずに進入を継続していた。失速直後に最大出力を適用することもせず、推力を上げたのはGPWSが作動してから17秒後だった。事故後の聞き取り調査で機長は、事故時に自身が高いストレス状態にあり、これが飛行に影響したと述べた。2011年、NTSBは最終報告書を発行した。報告書では事故原因としてパイロットエラーを挙げた。着氷の発生した状態で、安全な対気速度を維持することができず、低高度で機体が失速した。また、事故の要因として、
- フラップの問題についてパイロットが標準的な手順に従わなかったこと
- 機長が不安定な着陸進入を継続したこと
- クルー・リソース・マネジメントが欠如していたこと
- パイロットが疲労していたこと

が挙げられた。また、事故時に機長は睡眠不足の状態だったためこれがパフォーマンスに影響した可能性も指摘された。

## 事故後
NTSBは事故を受けて、飛行中の着氷を防止するためのものを含む9つの推奨事項を発行した。欧州航空安全機関はスティックシェイカーについて再確認し、フライトシミュレータで着氷状態の訓練を行う際の新たな規則を定めた。